# Sandur (stato)
Lo Stato di Sandur fu uno stato principesco del subcontinente indiano, avente per capitale la città di Sandur.

## Storia

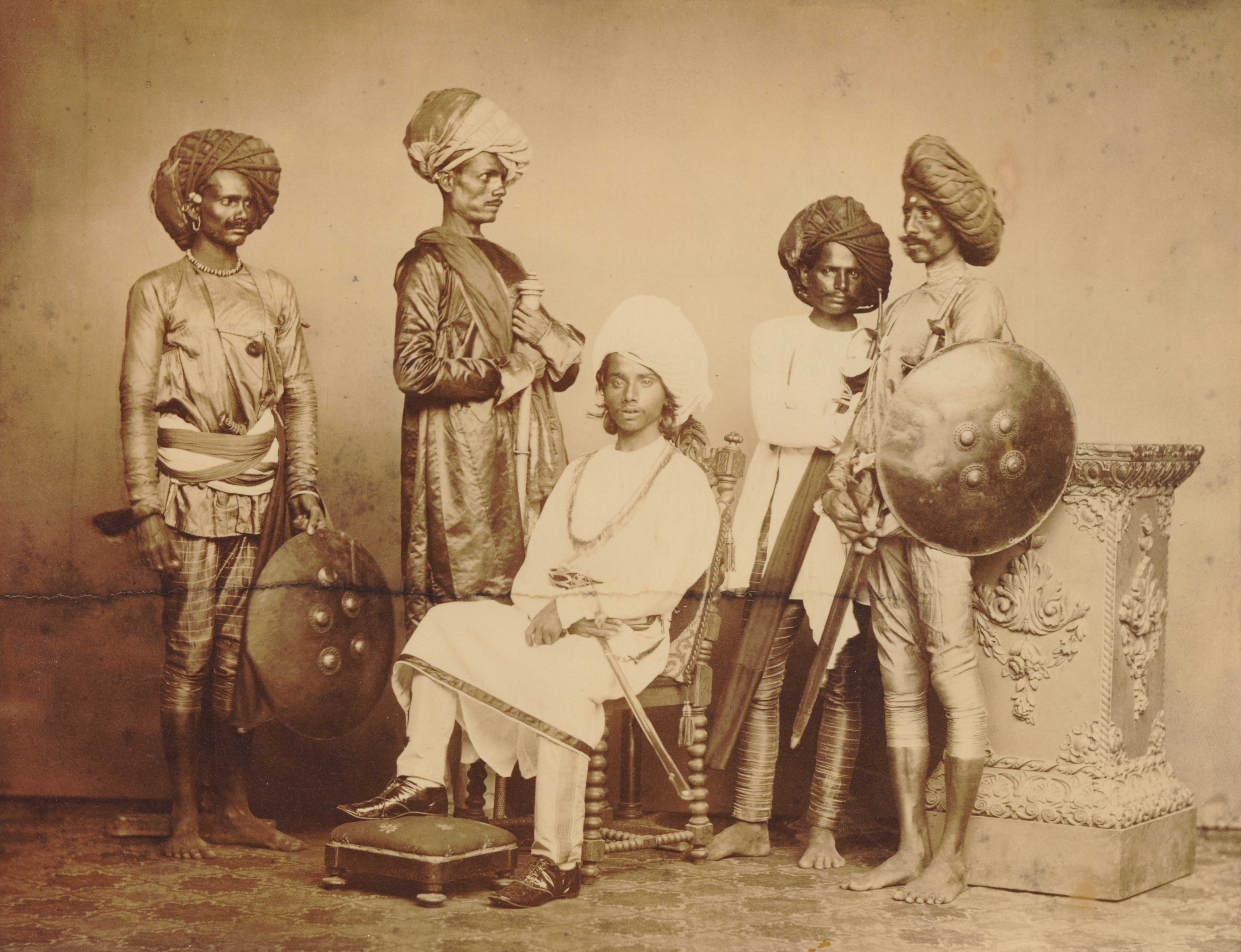
Il raja di Sandur con alcuni membri della sua corte nel 1880 circa

Dal 1731, lo stato di Sandur venne governato da una famiglia di bramini maratha. Nel periodo tra il 1776 ed il 1790 il suo territorio venne annesso al regno di Mysore. Tra il 27 ottobre 1817 ed il 1º luglio 1818, Sandur venne annesso ai domini del Peshwa. Nel 1801, il distretto della città di Bellary passò all'India britannica ed i raja di Sandur passarono sotto l'autorità politica della presidenza di Madras. Il 1º luglio 1818 formalmente Sandur divenne un protettorato britannico.
Il raja di Sandur firmò per l'ingresso nel Dominion dell'India il 10 agosto 1947. Venne incorporato quindi nel distretto di Bellary e poi nella presidenza di Madras. Nel 1953, il distretto di Bellary venne trasferito nello stato di Mysore, poi rinominato Karnataka. L'instrument of accession del Dominion dell'India venne siglato dal raja Yeshwantrao Ghorpade il 10 agosto 1947, unendo lo stato di Sandur alla presidenza di Madras nel 1949 e poi allo stato di Mysore nel 1956.

## Governanti

### Raja
La famiglia si estinse più volte in linea maschile, il che portò all'adozione da linee minori collaterali.
- 1713 – 1731 Sidhoji Rao I                      (n. c.1683 – m. 1731)
- 1731 – 15 marzo 1776       Murari Rao                     (n. c.1699 – m. 1779)
- 1790 – 1796 Sidhoji Rao II                     (n. 1783 – m. 1796)
- 1796 – 27 ottobre 1817 Shiva Rao II (1ª volta)            (n. 1840 - m. ?) 
  - 27 ottobre 1817 –  1 luglio 1818 stato annesso ai domini dei maratha
- 1 luglio 1818 – 2 maggio 1840 Shiva Rao II (2ª volta)            (s.a.)
- 2 maggio 1840 – 1861         Venkata Rao II
- 1861 – 3 maggio 1878               Shivashanmukha Rao
- 3 maggio 1878 –  3 dicembre 1892 Ramachandra Vitthala Rao
- 3 dicembre 1892 – 24 luglio 1927 Venkata Rao III
- 5 maggio 1928 – 15 agosto 1947 Yeshwantrao Ghorpade

## Diwan
- J. G. Firth (1885-1897)
- T. Kodandarama Nayudu (1897-1914)
- A. Subbaraya Mudaliar
- T. Ramachandra Iyer